# أرنون
أرنون (به عربی: أرنون) یک منطقهٔ مسکونی در لبنان است که در استان نبطیه واقع شده‌است.

## خصوصیات
أرنون   ۵۵۰ متر بالاتر از سطح دریا واقع شده‌است.